# Americana (альбом)
Americana — п'ятий студійний альбом американської панк-рок-групи The Offspring, випуск якого відбувся 17 листопада 1998 року на лейблі Columbia. Альбом Americana мав значний комерційний успіх. Дебютував з 6 місця у Billboard 200 з продажами приблизно 175 000 копій за перший тиждень після випуску, він досяг 2 місця у цьому ж чарті. Загалом альбом пробув 22 тижні у Тор 10 Billboard 200, що робить його найуспішнішим альбомом колективу з точки зору найвищого місця у чартах. Альбом був проданий тиражем близько 15 мільйонів копій, що зробило його найуспішнішим у дискографії групи. 5 мільйонів копій було продано тільку у США, за що альбом отримав платиновий статус 5 разів. Багато текстів пісень — про неприємності американського життя.

## Трек-лист
1. «Welcome» — 0:09
2. «Have You Ever» — 3:56
3. «Staring at the Sun» — 2:13
4. «Pretty Fly (for a White Guy)» — 3:08
5. «The Kids Aren't Alright» — 3:00
6. «Feelings» (Пародія на пісню Альберта Морріса 1975) — 2:51
7. «She's Got Issues» — 3:48
8. «Walla Walla» — 2:57
9. «The End of the Line» — 3:00
10. «No Brakes» — 2:06
11. «Why Don't You Get a Job?[en]» — 2:52
12. «Americana» — 3:15
13. «Pay the Man» — 10:19
14. «Pretty Fly (for a White Guy) (Reprise)» (прихований трек; починається на 9:16 останнього треку)

### Прихований трек
Прихований трек «Pretty Fly (for a White Guy) (Reprise)» (коротка варіація на тему пісні «Pretty Fly (for a White Guy)» в стилі Маріачі) починається приблизно через хвилину після закінчення «Pay the Man» і триває також близько хвилини.

### Цікаві факти
Фраза на початку пісні «Pretty Fly (for a White Guy)» є безглуздим набором слів і вперше (і саме в такому вигляді) вона прозвучала на початку композиції «Rock Of Ages» з альбому «Pyromania» (1983) групи Def Leppard. Це голос продюсера Матта Ланга і отак він вирішив відрахувати «1-2-3-4».

## Учасники групи
- Декстер Голланд — вокал, гітара
- Кевін «Нудлз» Вассерман — гітара, вокал
- Грег Крісел — бас-гітара, вокал
- Рон Велті — ударні
- Піт Параду — ударні